# シーエーオー
CAO(シー・エー・オー)とは、ニカラグア共和国及びホンデュラス共和国で生産されている葉巻の銘柄の一つである。

## 概要
Cano Ozgenerが立ち上げたアメリカ合衆国大手のシガーブランドである。主にニカラグア葉を使用した、外見や巻きも美しく施されておりマイルドで吸い易い銘柄とされ、初心者から愛好者まで広い層に愛されており、非キューバブランドながら多くの受賞歴があり高い評価を得ている。CAOの荒が少なく滑らかなラッパーはコネチカット葉を使用。品質の良さと安定した供給で、非キューバブランドとして軽く見られがちな南米産シガーのイメージアップにも貢献した。
1990年代のアメリカ合衆国、主にニューヨークにおいての葉巻ブームの火付け役であると言われるが、アメリカ合衆国はキューバとの通商を断絶していると言う事もあり、北米内において“必然的に”非キューバブランドの最大手となった、と言う側面もあるとする意見もある。生産販売はCAO-International社であったが、2007年にカフェクレーム等で有名な同業界の、ヘンリーウィンターマンズ社に買収された。

## 種類
限定版などは比較的少ないが、プレミアムシガーから缶入りの物まで、手軽に購入できる種類が多い。

## その他
- CAO-International社は、元々はトルコ式メシャム(海泡石を使用したパイプ)を生産する企業であった。